# エドゥアルド・スキアフィーノ
エドゥアルド・スキアフィーノ（Eduardo Schiaffino、1858年3月20日 - 1935年5月1日）はアルゼンチンの画家、ジャーナリスト、著作家である。アルゼンチン国立美術館の初代館長になった。

## 略歴
ブエノスアイレスで生まれた。18歳になった時、美術振興協会(Sociedad Estímulo de Bellas Artes)を創立したメンバーたちと、イタリア出身の画家、ジュゼッペ・アグィアーリ(Giuseppe Agujari)から絵を学んだ。ヨーロッパに渡り1883年の末から数か月ヴェネツィアで学んだ。1884年からアルゼンチンの新聞の特派員となってヨーロッパから「Zig Zag」のペンネームで様々な記事を送るようになった。1885年から1891年の間はパリでラファエル・コランやピエール・ピュヴィス・ド・シャヴァンヌに学び、新しい美術の動向に触れた。
アルゼンチンに帰国すると1891年に著名な文学者のルベン・ダリオやレオポルド・ルゴネスも参加したブエノスアイレスの知識人グループ「El Ateneo de Buenos Aires」の設立メンバーとなった。政府に美術への後援を求める運動をし、1895年にアルゼンチン国立美術館が設立され、初代館長となり、1910年まで館長を務め、コレクションの充実などに貢献した。
館長退任後は1934年まで政府の外交官の仕事をした。1933年に出版された「アルゼンチンの絵画と彫刻( La pintura y la escultura en Argentina. 1783-1894 ) 」などの多くの著作もある。

## 作品

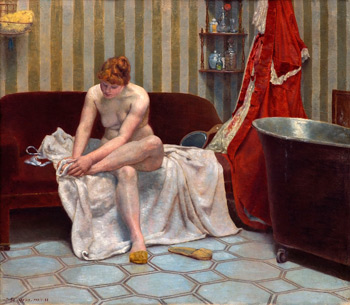
裸婦 (1888)
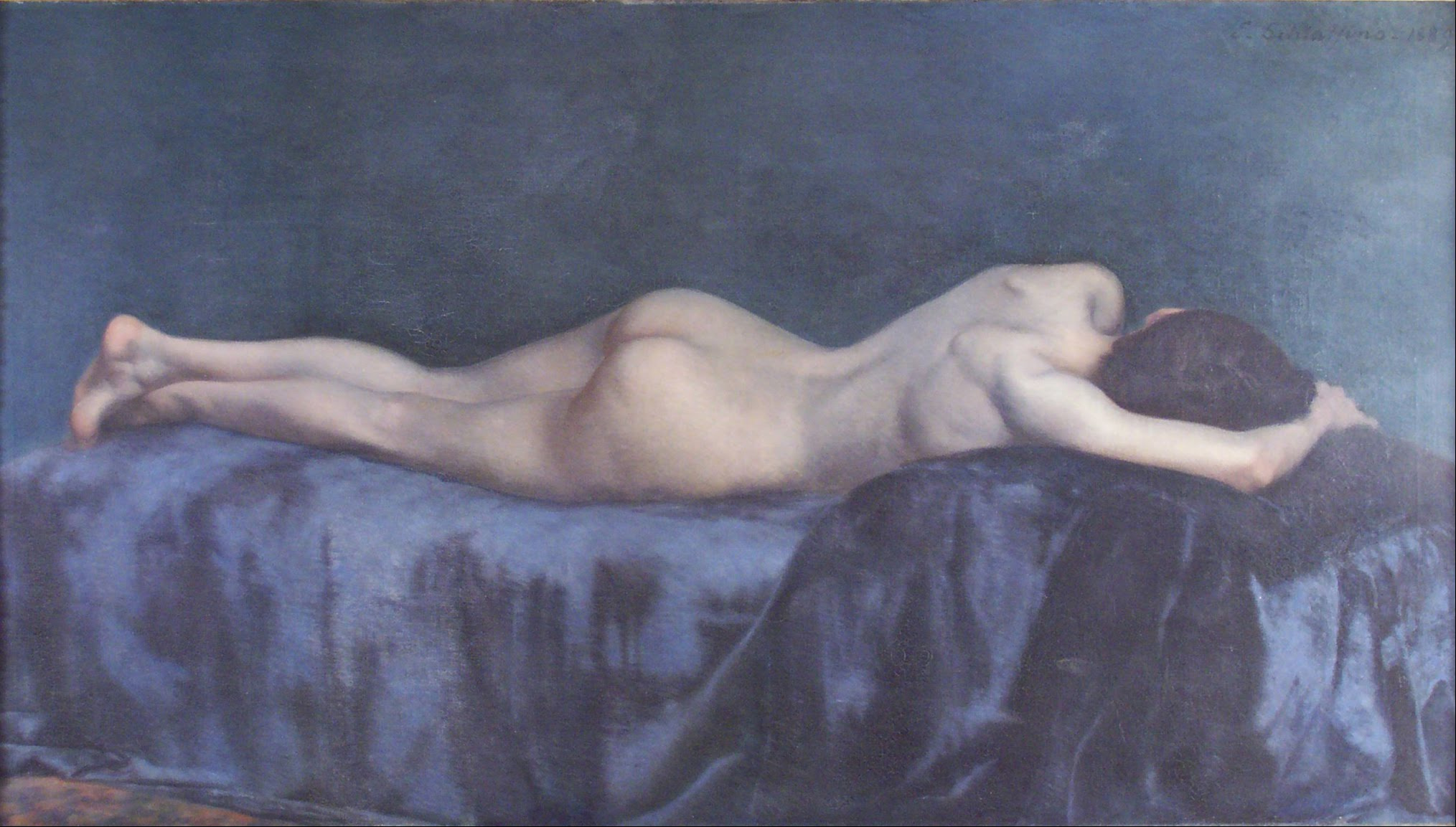
安息(1889)
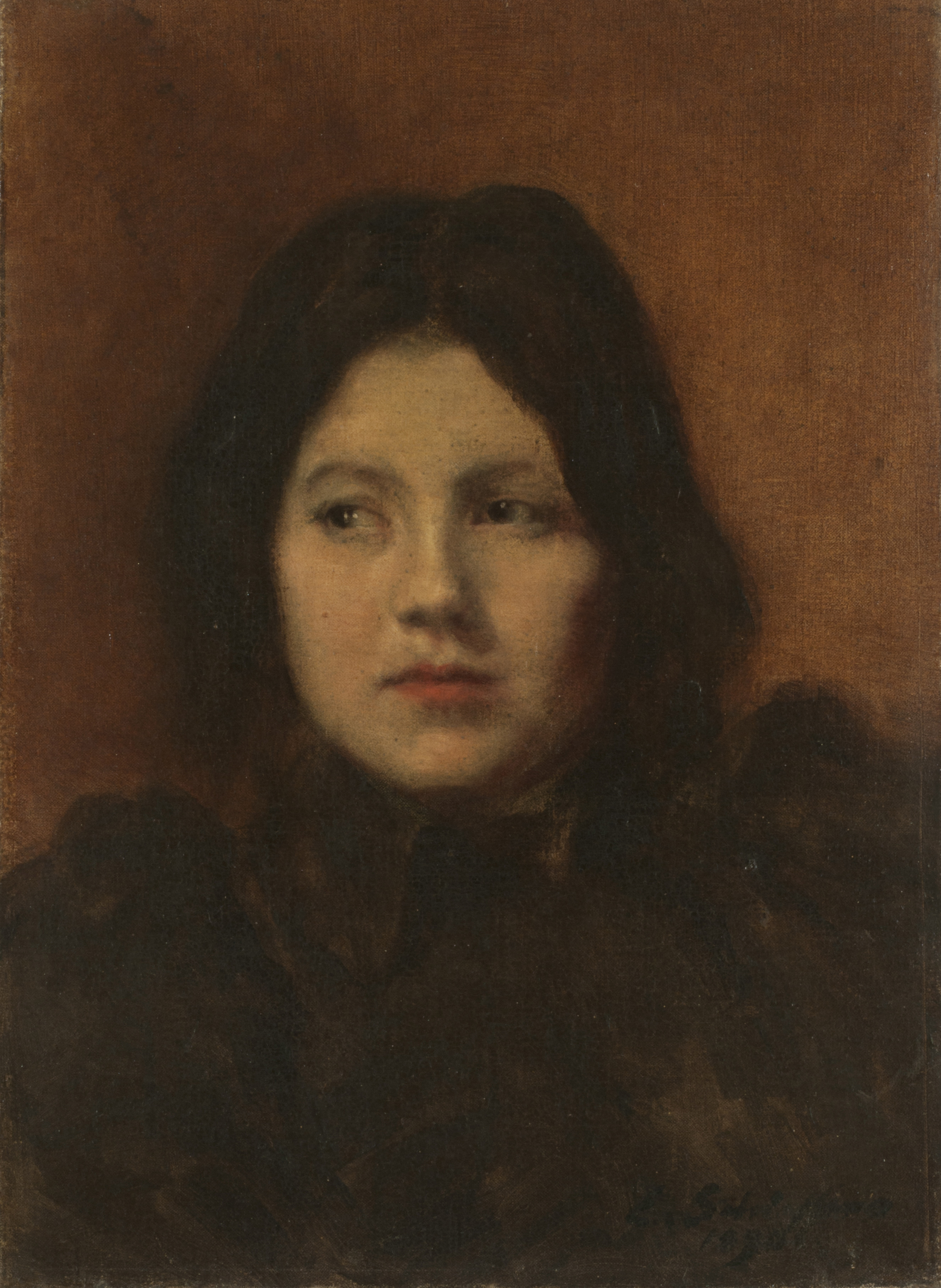
Margot